# 鄉村同盟
鄉村同盟（德語：Landbund）是奧地利第一共和國時期的一个政黨，於1919年以日爾曼農民黨的名稱成立。其主要成員為來自史泰爾馬克邦、肯特邦及上奧地利邦的自由派或福音派農民。該黨支持奧地利與德國合併，其理念為反對馬克思主義、奧地利法西斯主義以及鄉衛團（Heimwehr）。
鄉村同盟於1927年至1933年間加入聯合政府，並掌握副總理及內政部長職位。自1930年起，該黨與大德意志人民黨（Großdeutsche Volkspartei）成立了一個名為「國家經濟同盟」（Nationale Wirtschaftblock）的合作組織以利選舉，該組織於1934年解散。
二戰結束以後，鄉村同盟原本期望參與組織臨時政府，但該黨沒能進入第二共和國政府。鄉村同盟的領導層遂轉投新成立的奧地利人民黨。大部分在第一共和國時期反對社會主義及天主教教權主義的鄉村同盟成員及政治理念相同的人民黨成員建立了一個名為「無黨聯盟」（Verband der Unabhängigen）的新組織，後逐步發展成為奧地利自由黨，自由黨的大本營為原鄉村同盟有很強政治影響力的省份。